# 円照寺 (横須賀市)

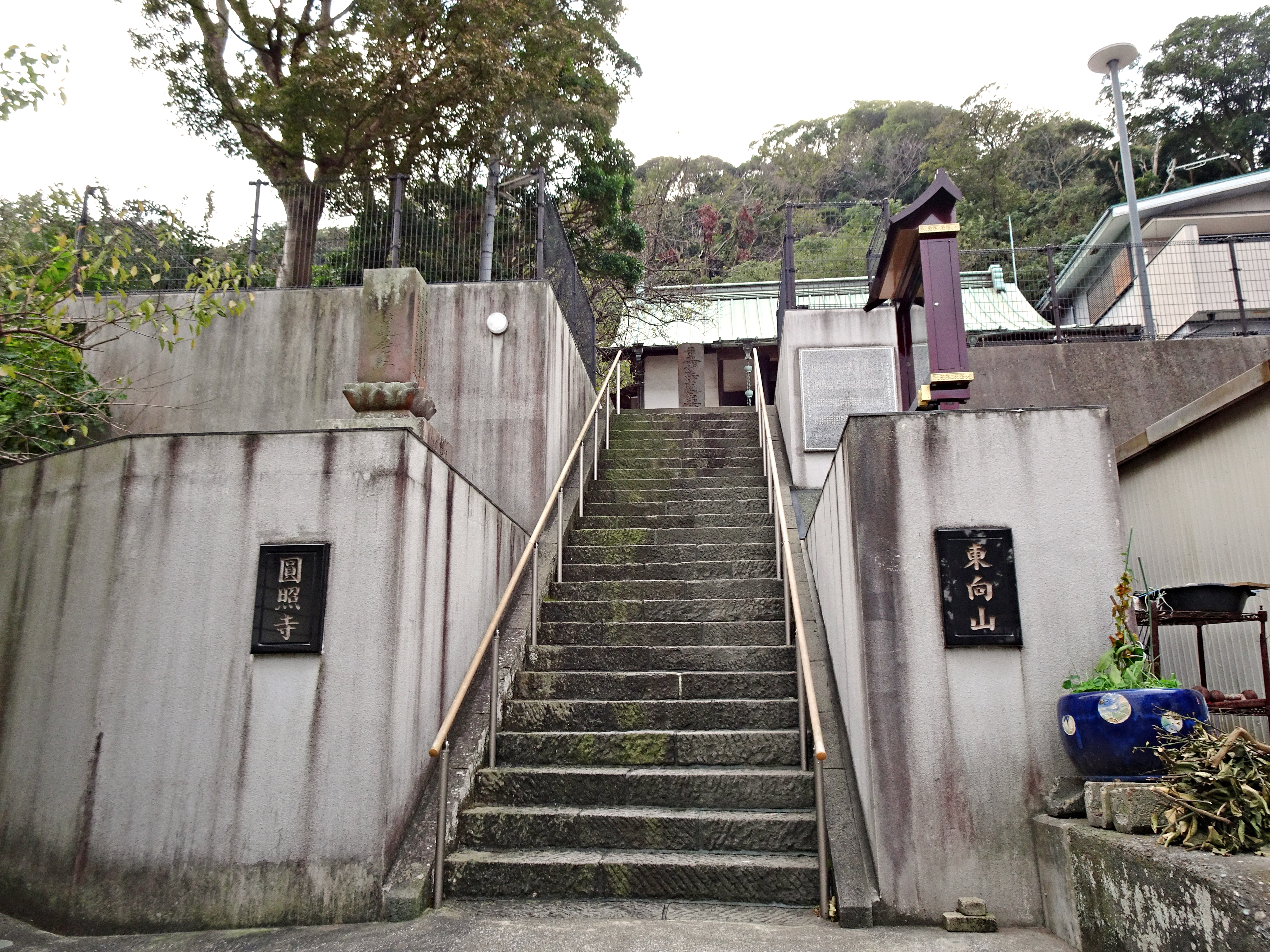
円照寺参道

圓照寺（えんしょうじ）は、神奈川県横須賀市走水にある日蓮宗系単立寺院。山号は東向山。旧本山は衣笠大明寺、奠師法縁(奠統会)。境内には江戸湾の海防に従事した会津藩士の墓所（6基）と川越藩士の墓所（1基）がある。

## 歴史
- 応永5年（1398年）日海を開山に創建された。

## 文化財
文政5年（1822年）漁師の利兵衛により走水沖で懐中から引き揚げられた半鐘（横須賀市指定文化財）と収められていた写経を祀る。これは元徳2年（1330年）沙弥了性が龍神に奉納したもので、鎌倉時代の沈鐘信仰裏付ける貴重な実物資料。

## 周辺施設
- 走水神社、大泉寺、覚栄寺がならぶ。